# 弯肠锡叶吸虫
弯肠锡叶吸虫（学名：Ceylonocotyle sinuocoelium）为同盘科锡叶属的动物。在中国大陆，分布于福建、广东、浙江等地，营寄生生活，寄生于水牛（7.69%-35.71%）、黄牛（1.3%）的瘤胃内。